# Кривой (Закарпатская область)
Кривой (укр. Кривий) — село, входит в Хустскую городскую общину Хустского района Закарпатской области Украины.
Население по переписи 2001 года составляло 158 человек. Почтовый индекс — 90415. Телефонный код — 3142. Код КОАТУУ — 2125385203.